# Pont-Saint-Mard
Pont-Saint-Mard é uma comuna francesa na região administrativa de Altos da França, no departamento de Aisne. Estende-se por uma área de 6,79 km². Em 2010 a comuna tinha 211 habitantes (densidade: 31,1 hab./km²).